# Struthanthus uraguensis
Struthanthus uraguensis là một loài thực vật có hoa trong họ Loranthaceae. Loài này được G. Don miêu tả khoa học đầu tiên.